# Charles Combaluzier
L’abbé Charles Combaluzier (3 juillet 1903 - † à Marseille, le 22 novembre 1991), docteur ès sciences, est un prêtre catholique, un écrivain et un pédagogue français.

## Biographie
Ancien aumônier du lycée Thiers à Marseille, disciple de Pierre Teilhard de Chardin, son essai philosophique Dieu demain a été couronné du prix Montyon de l’Académie française en 1973.
Il est enterré à Vaugines, Vaucluse.

## Publications
- Le miocène de la Basse-Provence (1932), Éd. Ch. Béranger, Paris et Liège
- Science biologique et morale sexuelle (1947)
- L’enfant seul : essai de psycho-pédagogie, Paris, éd. Lethielleux - 1955
- Introduction à la géologie (1961), Collections Microcosme (Éditions du Seuil)
- Dieu demain - Ébauche pour une dialectique de la nature et du divin (1972)

- Jésus, l’autre : un christianisme planétaire? (1979)
- Le Vertébré vertical (1979), diff. EDISUD (Aix-en-Provence)
- Le troisième Christianisme (1992) Imprimerie A. Robert (Marseille)